# 12º Reggimento carabinieri "Sicilia"
Il 12º Reggimento Carabinieri "Sicilia" è uno dei reparti costituenti l'organizzazione mobile dell'Arma dei Carabinieri, posto alle dirette dipendenze della 1ª Brigata Mobile.
Ha sede a Palermo, nella caserma "Calatafimi", in Via Vittorio Emanuele 473, all'interno dell'ex "Quartiere militare di San Giacomo" dove si trova anche la caserma "Antonio Bonsignore" (dal 2007 dedicata a Carlo Alberto dalla Chiesa), sede del Comando Legione carabinieri Sicilia.
Fino al 30 ottobre 2017, era inquadrato come 12º Battaglione Carabinieri “Sicilia”, quando è stato elevato a Reggimento.

## Storia

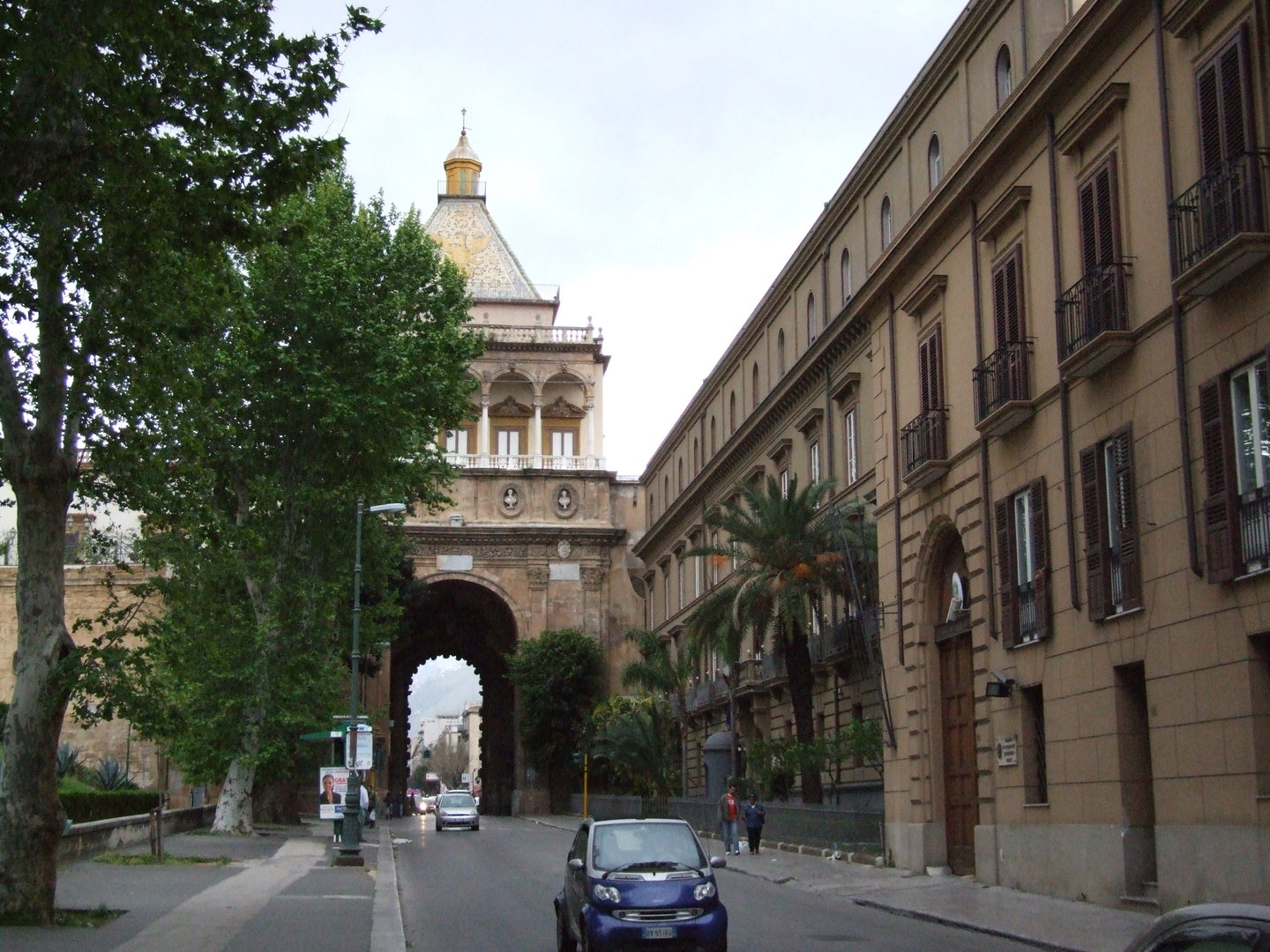
In primo piano la caserma Calatafimi, sede del reggimento

### Il battaglione
I Battaglioni mobili autonomi Carabinieri vennero previsti con Regio Decreto 1802 dei 2 ottobre 1919, ma istituiti nel numero di diciotto con decreto ministeriale del 2 maggio 1920 "per concorrere con le Legioni territoriali della stessa Arma nei servizi di ordine pubblico e di pubblica sicurezza". Uno di questi ebbe sede a Palermo, fino alla soppressione con il Regio Decreto n. 2980 del 30 dicembre 1923.
Nell'ordinamento territoriale per il servizio dell'Arma dei Carabinieri, allegato al Regio Decreto n. 1169 del 14 giugno 1934 venne stabilita la dipendenza di un Battaglione alla Legione CC di Palermo. Nel 1935 questo fu denominato Battaglione Carabinieri "Palermo". Dal 1949 al 1950 fu inquadrato nel Comando forze repressione banditismo.
Il 1º aprile 1963  venne ridenominato 12º Btg. Carabinieri "Sicilia", composto in gran parte, fino alla sospensione del servizio militare obbligatorio nel 2004, con personale di leva (carabinieri ausiliari).
Dal 2001 cessa di dipendere dal comando di Legione, per passare alle dipendenze della Prima Brigata mobile carabinieri.

### Il reggimento
Il 30 ottobre 2017 da battaglione è stato elevato a Reggimento. Il 14 marzo 2018 è stato celebrato il quarantennale della concessione della bandiera di guerra al 12º Reggimento Carabinieri Sicilia.

## Compiti
Il 12º Reggimento Carabinieri" Sicilia" concorre, assieme agli altri battaglioni e reggimenti della linea mobile:
- alla difesa integrata del territorio nazionale;
- all'assolvimento dei servizi di ordine pubblico nel corso di grandi manifestazioni ed eventi come ad esempio le manifestazioni sportive e i concerti;
- alla vigilanza ad obiettivi sensibili militari e a quelli di natura civile definiti, di volta in volta, dall'autorità di Pubblica Sicurezza;
- al supporto dell'organizzazione territoriale per incrementare il controllo del territorio nelle grandi aree urbane, extra urbane e rurali nelle zone più sensibili sotto il profilo della sicurezza pubblica;
- alle operazioni di protezione civile  in caso di calamità naturali;
- alla predisposizione di assetti da impiegare nelle missioni “fuori area” per l’assolvimento delle funzioni di polizia militare ed il sostegno di alcune attività logistiche.

## Organizzazione
Il 12º Reggimento è suddiviso in un battaglione con tre compagnie, oltre a una Compagnia di intervento operativo istituita formalmente il 1º novembre 2000, per servizi di controllo straordinario del territorio, al fine di risolvere criticità emergenti della situazione dell'ordine e della sicurezza pubblica. Si tratta di forza impiegabile per dati periodi di tempo e previo minimo preavviso (24-48 ore).
- Ufficio comando
- Compagnia comando e servizi
- 1ª Compagnia
- 2ª Compagnia
- Compagnia di intervento operativo

### Unità primo intervento
Nel 1965, per fronteggiare in maniera rapida ed incisiva eventuali eventi calamitosi, sono stati istituiti nell'ambito dei 13 Battaglioni Carabinieri dislocati su tutto il territorio nazionale i cosiddetti “Reparti di Soccorso”, finalizzati a prestare un primo aiuto alle popolazioni colpite, garantendo una cornice di sicurezza. Il battaglione nel 1968 è intervenuto in occasione del terremoto del Belice.
Nel 2006, l'articolazione dei Reparti di Soccorso è stata rimodulata per addivenire alla costituzione delle “U.P.I.” (Unità di Primo Intervento).

### La fanfara
La Fanfara del reggimento è un complesso artistico formato da 30 esecutori e diretta da un Maresciallo ed oltre a disimpegnarsi nelle classiche marce militari, sinfoniche e inni nazionali, si è esibita in concerti con brani classici e moderni

## Armamento ed equipaggiamento
Il reparto è dotato di materiale per i servizi di ordine pubblico, vale a dire caschi, scudi e sfollagente, lanciagranate M203PI e lacrimogeni (usati sia in versione da lancio manuale che con l'uso del lanciagranate), maschere antigas per proteggersi durante l'uso dei lacrimogeni oltre a varie protezioni per gli arti e per il busto.
Per quanto riguarda l'armamento, oltre a quello individuale di ogni militare costituito da pistola Beretta PB 92 FS, il reparto è dotato di pistola mitragliatrice Beretta PM12S2 (sarà sostituito dalla pistola mitragliatrice Beretta PMX) e fucili d'assalto Beretta ARX160 (in uso alle squadre S.O.S.) oltre ad apparati radio per le comunicazioni, giubbotti antiproiettile, scudi e caschi balistici, arieti, taser X2 e spray al peperoncino (in dotazione alle squadre C.I.O. e S.O.S.), palette segnaletiche, kit alta visibilità, dispositivi tablet ODINO (per controlli su strada da parte delle squadre C.I.O.), fari a LED per illuminare zone buie e altro.

### Veicoli
Per quanto riguarda il parco mezzi del reparto troviamo varie tipologie di veicoli utilizzati:
- Renault Clio IV (in uso alla C.I.O.);
- Alfa Romeo Giulietta (in uso alla C.I.O.);
- Fiat 16 (in uso alla C.I.O.);
- Subaru Forester (in versione blindata in uso alle S.O.S.);
- Jeep Grand Cherokee (in versione blindata per le S.O.S. e in versione con griglie protettive per operazioni di ordine pubblico);
- Land Rover Discovery 4 (con griglie protettive per operazioni di ordine pubblico);
- Iveco Daily 50C17 e 50C18 (con griglie protettive per operazioni di ordine pubblico);
- Iveco RG-12 (in versione blindata con griglie protettive per particolari operazioni di ordine pubblico);
- Iveco ACM 80/90 (in uso per trasporto personale e materiali);
- Iveco ACTL (in varie versioni per trasporto personale e materiali, autocisterna e cassonato con braccio estendibile);
- Fiat Ducato (in versione ambulanza e trasporto personale e materiali);
- Ford Transit (trasporto personale);
- Bus 50 posti e minibus 20 posti (usati per trasporto personale);
- Iveco Eurocargo (versione carro attrezzi).

## Comandanti
Dal 4 ottobre 2024 il comandante è il Col. Angelo Franchi.
- Tenente colonnello Filippo Fruttini (dal 2007 al 17 settembre 2010);
- Ten. Col. Cristian Carrozza (dal 17 settembre 2010 al 30 luglio 2013);
- Ten. Col. Emanuele De Ciuceis (dal 30 luglio 2013 al 30 ottobre 2017);
- Colonnello Salvatore Sgroi (dal 30 ottobre 2017 al 17 settembre 2019);[6]
- Colonnello Giampaolo Zanchi (dal 17 settembre 2019 al 6 settembre 2022);
- Colonnello Andrea Desideri (dal 6 settembre 2022 al 4 ottobre 2024).
- colonnello Angelo Franchi (dal 4 ottobre 2024)

## Caduti
Il 19 agosto 1949, dopo un attacco alla stazione carabinieri a Bellolampo degli uomini del bandito Salvatore Giuliano, un camion pieno di militi del Battaglione Mobile Carabinieri di Palermo inviato in rinforzo, salta in aria a Passo di Rigano su una mina. Morirono 7 carabinieri e 11 restarono feriti.
Nel 1986 il carabiniere ausiliario Stefano Di Bonaventura fu ucciso in uno scontro a fuoco a Palermo. Gli fu concessa la medaglia d'oro al valor militare